# Луцій Юній Сілан Торкват (Салій)
Луцій Юній Сілан Торкват (лат. Lucius Junius Silanus Torquatu; близько 40 — 65) — аристократ часів Римської імперії.

## Життєпис
Походив з роду патриціїв Юніїв, його гілки Сіланів. Син Марка Юнія Сілана, консула-суффекта 46 року, та Доміції Магни. Також був родичем імператора Октавіана Августа. Після вбивства батька в 54 році жив у будинку своєї тітки Юнії Лепіди та її чоловіка Гая Кассія. Незважаючи на знатність, вважався скромною і обережною людиною. У 60 році увійшов до жрецької колегії саліїв Палатинських.
Гай Кальпурній Пізон, керівник змови проти Нерона, побоювався Сілана як можливого претендента на трон в разі усунення Нерона. У цьому ж році імператор Нерон звинуватив Гая Кассія та Луція Сілана в підготовці державного заколоту, а Сілана — також у інцесті з його тіткою. Сенат засудив Сілана до заслання на о. Наксос, проте замість цього його було запроторено до апулійської муніципії Баррій (сучасне м. Барі), де незабаром було вбито за наказом Нерона. Перед смертю виявив мужність і гідність. Згодом, за правління імператора Нерви, з ініціативи Тітінія Капітона на форумі була вставлена статуя Сілана.